# Oak Grove (Arkansas)
Oak Grove é uma cidade  localizada no estado americano de Arkansas, no Condado de Carroll.

## Demografia
Segundo o censo americano de 2000, a sua população era de 376 habitantes.
Em 2006, foi estimada uma população de 401, um aumento de 25 (6.6%).

## Geografia
De acordo com o United States Census Bureau, a localidade tem uma área de 6,7 km², sem área coberta por água.

## Localidades na vizinhança
O diagrama seguinte representa as localidades num raio de 24 km ao redor de Oak Grove.